# Bouzic
Bouzic é uma comuna francesa na região administrativa da Nova Aquitânia, no departamento Dordonha. Estende-se por uma área de 12,09 km². Em 2010 a comuna tinha 154 habitantes (densidade: 12,7 hab./km²).